# (5890) Carlsberg
(5890) Carlsberg ist ein Asteroid des Hauptgürtels, der am 19. Mai 1979 vom dänischen Astronomen Richard Martin West am La-Silla-Observatorium (IAU-Code 809) der Europäischen Südsternwarte in Chile entdeckt wurde.
Der Asteroid gehört zur Eunomia-Familie, einer nach (15) Eunomia benannten Gruppe, zu der vermutlich fünf Prozent der Asteroiden des Hauptgürtels gehören.
Der Himmelskörper wurde nach der dänischen Carlsberg-Stiftung benannt, die 1876 vom dänischen Industriellen und Philanthropen Jacob Christian Jacobsen gegründet wurde, der auch die Brauerei Carlsberg aufbaute.